# La Gironde
Pour les articles homonymes, voir Gironde.
La Gironde est un journal français fondé en 1853, quotidien des régions du Sud-Ouest et du Midi. Il disparaît en 1935, après être devenu un hebdomadaire.

## Histoire
Le journal « La Gironde » est lancé en janvier 1853 par Haussmann, préfet de la Gironde avec l’appui de Théodore-Casimir Delamarre, propriétaire du journal parisien La Patrie. La Gironde est racheté quelques mois plus tard par en août 1854, alors qu’il ne compte que 500 abonnés, par Gustave Gounouilhou, beau-frère du journaliste André Lavertujon qui en devient le rédacteur en chef. D'abord d’orientation imprécise à ses débuts, le journal devient antigouvernemental opposé à Napoléon III, à partir de 1857 lorsqu'il prend parti contre la municipalité d’Antoine Gautier, maire de Bordeaux, dévouée au régime impérial. De tendance modérée, il devient un grand journal républicain régional d'opposition et un produit culturel de large consommation. Les autorités impériales lui signifient plusieurs avertissements, puis une suspension de deux mois en 1864 et un procès en 1869.
L'imprimerie du journal était installée à Bordeaux dans l’hôtel de Cheverus, construit en 1739,  par l'architecte André Portier, pour le compte du marquis de la Tresne. Cet hôtel particulier est racheté  par l'imprimeur Gustave Gounouilhou en 1859 pour y installer ses ateliers et publier le quotidien.
La famille Gounouilhou vivait près d'Arcachon au Moulleau et au château Climens (Haut-Barsac) et s'était alliée avec Gustave Bourrageas pour constituer un groupe de presse.
Le journal La Petite Gironde apparait en 1872 comme une version à moindre coût de La Gironde avant de devenir un journal indépendant dans les années 1880. 
Le titre cesse de paraître en 1935.